# Nicolas Baullery

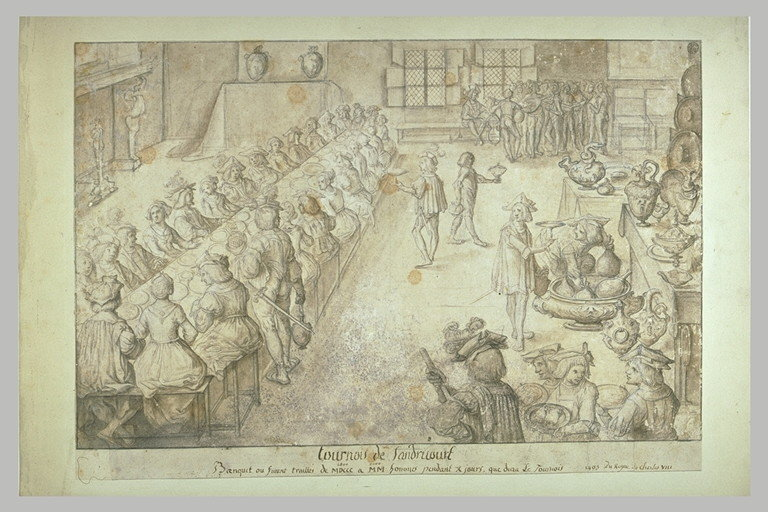
Scène de banquet, dessin, Paris, musée du Louvre.

Nicolas Baullery ou Bollery Bolleri, né vers 1560, mort en 1630, est un peintre français.

## Biographie
Issu d'une famille parisienne, il est le fils de Jérôme Baullery. Sa sœur est la mère du peintre Jacques Blanchard, et ce dernier fit son apprentissage chez son oncle. Il a travaillé pour plusieurs églises de Paris (les bénédictins des Blancs-Manteaux, le Tiers Ordre de Picpus, les Chartreux) et a réalisé des petits Mays pour Notre-Dame de Paris. Il fut aussi illustrateur, réalisant des gravures sur le thème de l'Entrée d'Henri IV dans Paris en 1594. 

## Œuvres
- Nativité, église de Chassey
- Le Christ devant Pilate, anciennement conservé dans l'église de Charly-sur-Marne[2], œuvre non localisée
- L'Adoration des Bergers, église Saint Martin, Fontenay-Trésigny
- L'Adoration des Bergers, cathédrale Saint-Étienne de Toulouse
- Danse de paysans ou Bal champêtre à Celleneuve, Montpellier, musée Fabre

## Œuvres autrefois attribuées
- L'abjuration d'Henri IV en la basilique Saint-Denis, sans date, musée d'art et d'histoire de Meudon, inv. A. 1974-1-6. (anciennement conservé en l'église Saint-Martin de Meudon). L'oeuvre est désormais attribuée à Jacob Bunel ou Charles Beaubrun